# چیما پورتوله
چیما پورتوله (به ایتالیایی: Cima Portule) یک کوه در ایتالیا است که در ونتو واقع شده‌است. چیما پورتوله ۲٬۳۱۰ متر بالاتر از سطح دریا واقع شده‌است.